# 普兰嵩草
普兰嵩草（学名：Carex burangensis）为莎草科薹草属下的一个种。因模式标本采自西藏普兰县而得名。